# Ah Patnar Uinicob
Los Ah patnar uinicob son cuatro criaturas mitológicas -sin descripción- pertenecientes al mundo maya cuya función consiste en crear lluvia. Entre los mayas chortíes también son conocidos como Ángeles obreros o Dueños de los hombres de las jarras, y con cierta frecuencia son confundidos con los chicchanes debido a que ambos producen fenómenos meteorológicos. Aunque, en realidad, la labor que realizan es complementaria. Los chicchanes que se encuentran en la tierra se dedican a golpear y batir las grandes extensiones de agua con el fin de que esta se eleve y, al llegar a cierta altura, se transforme en nubes. Una vez que este proceso se ha completado, cada uno de los cuatro Ah patnar uinicob toman su hacha de piedra y da fuertes golpes a las nubes para que dejen caer la lluvia; los golpes resultan de tal magnitud que -al atravesar las formaciones nubosas- producen los rayos. Una vez que la temporada de aguas ha concluido los Ah patnar uinicob se retiran y son sustituidos por los Ah kumix unicob.